# 貢生
貢生，雅称“明经”。明清兩朝秀才（又稱生员）成績優異者，可入京師的國子監讀書，稱為貢生。贡士不同於貢生，举人经会试而被录取者称贡士，贡士经过殿试录取者为进士。

## 簡介
明代有岁贡、选贡、恩贡和納贡；清代有岁贡、拔贡、恩贡、副贡、优贡和例贡，此外還有軍功貢。
歲貢是每年或每两三年由各省學政从各府、州、县学中选送優秀廩生升入国子监就读，称为岁贡。歲貢第一名，稱為「歲貢元」。
超貢即是選貢，清代稱為拔貢。
拔贡在明代稱為選貢，是由朝廷在规定时间内选拔到国子监读书的人。至清初改稱拔貢，每六年选拔一次，而清高宗乾隆七年（1742年）起改为每十二年一次。
恩贡是皇帝登基或其他庆典颁布「恩诏之年」，在岁贡以外加选一次，称为恩贡。
副貢是指在鄉試中式副榜者。副榜始于元朝至正八年（1348年）。明朝非常制，永乐中会试曾設副榜，嘉靖中設乡试副榜，准作贡生，入國子監讀書肄業，稱為「副榜貢生」，簡稱副貢。到了清代則成為定制，由各省學政在乡试录取名單外，增列優秀落榜者編為副榜。
優貢是每三年由各省学政从儒学生员中考选一次，每省不过数名，亦无录用条例。同治中规定，优贡经廷试后可按知县、教职分别任用。
例贡在明代稱為納貢，是生員透過「援例捐納」而取得贡生资格。在清代改稱“例貢”，又可分為附貢（附生通過捐納方式取得貢生資格者）、增貢（增生通過捐納方式取得貢生資格者）、廩貢（廩生通過捐納方式取得貢生資格者）等。
軍功貢為清代獨有，主要存在於清初，凡隨征生員有軍功者則准作貢生。